# بسوآ
بسوآ (به لاتین: Besoa) یک منطقهٔ مسکونی در ماداگاسکار است که در ناحیه آمبالاوائو واقع شده‌است. بسوآ ۷٬۰۰۰ نفر جمعیت دارد و ۱٬۰۸۹ متر بالاتر از سطح دریا واقع شده‌است.